# Bahnhof (Pittenhart)
Bahnhof ist ein Gemeindeteil der Gemeinde Pittenhart im oberbayerischen Landkreis Traunstein.
Die Bebauung liegt fast ausschließlich nördlich der Bahnstrecke Bad Endorf–Obing und südwestlich der Straße zwischen Aiglsham und Pittenhart und besteht fast ausschließlich aus dem Gewerbegebiet Pittenhart – Am Bahnhof. Hier liegt auch der Haltepunkt Pittenhart der Chiemgauer Lokalbahn.
Der Gemeindeteilname Bahnhof wurde mit Bescheid vom 23. März 2015 durch das Landratsamt Traunstein erteilt.